# Romano di Lombardia
Romano di Lombardia är en ort och kommun i provinsen Bergamo i regionen Lombardiet i Italien. Kommunen hade 20 625 invånare (2018).